# Grand Marais
Grand Marais is een plaats (city) in de Amerikaanse staat Minnesota, en valt bestuurlijk gezien onder Cook County. De plaats ligt aan het Bovenmeer met een natuurlijke haven, begrensd door twee landtongen. De Wisconsin-trail (61) loopt dwars door de stad. Onmiddellijk ten noorden van Grand Marais strekken de Canadese wouden zich uit.

## Demografie
Bij de volkstelling in 2000 werd het aantal inwoners vastgesteld op 1353.
In 2006 is het aantal inwoners door het United States Census Bureau geschat op 1414, een stijging van 61 (4,5%).

## Geografie
Volgens het United States Census Bureau beslaat de plaats een oppervlakte van
6,9 km². Grand Marais ligt op ongeveer 453 m boven zeeniveau.

## Plaatsen in de nabije omgeving
De onderstaande figuur toont nabijgelegen plaatsen in een straal van 100 km rond Grand Marais.